# Curtis Bernhardt
Curtis Bernhardt (Worms, 15 april 1899 - Pacific Palisades (Los Angeles), 22 februari 1981) was een Duits-Amerikaans filmregisseur van joodse afkomst.

## Leven en werk

### Beginjaren in Duitsland

#### Afkomst
Bernhardt groeide op in Worms, in een joodse familie uit de lagere middenklasse. De oude historische stad telde sinds eeuwen een belangrijke Asjkenazische gemeenschap. Bernhardt werd echter niet bepaald religieus opgevoed. Hij werd pas bewust van zijn jood-zijn door zijn steeds meer vijandig wordende antisemitische omgeving.

#### Acteur
Bernhardt deed acteerervaring op in toneelzalen in de streek (Darmstadt, Heidelberg).

#### Regisseur
Hij debuteerde als cineast in 1925 met Namenlose Helden, een antioorlogsfilm, gedraaid voor een filmmaatschappij gelieerd aan de KPD. Daarna regisseerde hij nog tien films in Duitsland. Vermeldenswaardig was Die Frau, nach der man sich sehnt (1929) waarvoor hij Marlene Dietrich castte in de hoofdrol. Dit drama was een van de laatste stomme films van Dietrich. Haar rol van knappe en fascinerende vrouw was archetypisch en een van haar zeldzame belangrijke stomme filmrollen.
Even vermeldenswaardig waren de twee films waarin Conrad Veidt de hoofdrol speelde: de oorlogsfilm Die letzte Kompagnie (1930) en de dramatische misdaadfilm Der Mann, der den Mord beging (1931).
Aan het begin van zijn filmcarrière deed Bernhardt regelmatig een beroep op zijn (eveneens joodse) landgenoot en toekomstig filmregisseur Henry Koster (Hermann Kosterlitz) die als scenarioschrijver werkte voor een Berlijnse filmmaatschappij. Koster schreef mee aan een tiental scenario's van Bernhardt's films.

### Franse periode
Nadat Hitler in 1933 de macht had overgenomen in Duitsland verliet de joodse Bernhardt datzelfde jaar zijn vaderland om zich in Frankrijk te vestigen. Koster vluchtte eveneens naar Frankrijk waar hij zijn samenwerking met Bernhardt voortzette. 
Bernhardt had de gelegenheid onder meer Albert Préjean, toen dé charmante jeune premier, en Jean Gabin, de rijzende ster enkele jaren voor zijn doorbraak, te regisseren. 

### Amerikaanse periode

##### Actrices
In 1940 debuteerde Bernhardt in Hollywood met de tragikomedie My Love Came Back
In Europa had Bernhardt al bewezen goed actrices te kunnen regisseren (onder meer Marlene Dietrich in Die Frau, nach der man sich sehnt, Madeleine Renaud in Le Tunnel (1933), Danielle Darrieux in L'Or dans la rue (1934) en Renée Saint-Cyr in La Nuit de décembre (1940). Ook in de Verenigde Staten deed Bernhardt zijn reputatie van een woman's director alle eer aan, net zoals George Cukor en Max Ophuls, een andere Duits-emigré van joodse afkomst.
Bekend gebleven diva's als Olivia De Havilland (in de tragikomedie My Love Came Back, 1940, en in de aan de gezusters Brontë gewijde biopic Devotion, 1946), Barbara Stanwyck (in het romantisch drama My Reputation, 1940), Bette Davis (in de drama's A Stolen Life, 1946, en in Payment on Demand, 1951), Joan Crawford (in het psychologisch drama Possessed, 1947), Jane Wyman (in het historisch drama The Blue Veil, 1951), Lana Turner (in de musicalfilm The Merry Widow, 1952), Rita Hayworth (in de dramatische romantische musicalfilm Miss Sadie Thompson, 1953) en Elizabeth Taylor (in de historische biopic Beau Brummell, 1954) kregen de absolute hoofdrol in Bernhardts films. Ook in de vergetelheid geraakte actrices als Miriam Hopkins (in het historisch drama Lady with Red Hair, 1940), Priscilla Lane (in de romantische komedie Million Dollar Baby, 1941), Ann Sheridan (in het drama Juke Girl, 1942), Mary Martin (in de komedie Happy Go Lucky, 1943), Ida Lupino (in de biopic Devotion), Audrey Totter (in de film noir High Wall, 1947), Eleanor Parker (in de muzikale biopic Interrupted Melody, 1955) en Leslie Caron (in het drama Gaby, 1956) passeerden de revue.

##### Acteurs
Daarnaast werkte Bernhardt twee keer samen met Humphrey Bogart. In de film noir Conflict (1945) probeert Bogart als rijke architect de perfecte moord te plegen op zijn vrouw die niet wil scheiden zodat hij met haar jongere zus kan trouwen. In de film noir Sirocco (1951) vertolkte Bogart een Amerikaanse wapensmokkelaar voor de Syrische rebellen tijdens de grote Syrische opstand (1925-1927) tegen het Frans Mandaat Syrië.
Bernhardt bedacht maar enkele acteurs met de (soms gedeelde) hoofdrol: behalve Bogart waren er Robert Taylor in High Wall (met Audrey Totter), Glenn Ford in het drama The Doctor and the Girl (1949) en in Interrupted Melody (met Eleanor Parker), en Stewart Granger in Beau Brummell (met Elizabeth Taylor).

### Privéleven
In 1936 huwde Bernhardt met de Zuid-Afrikaanse actrice en balletdanseres Pearl Argyle (1910-1947). Samen hadden ze twee zonen: assistent-regisseur en filmproducent Steven (1937-1999) en Tony.
Na de opnames van de komedie Kisses for My President trok Bernhardt zich in 1964 terug uit de filmwereld om medische redenen. 
Hij overleed in 1981 op 81-jarige leeftijd. Hij ligt begraven op het Forest Lawn Memorial Park in Glendale.

## Filmografie
- 1925 - Namenlose Helden (korte film)
- 1926 - Qualen der Nacht
- 1926 - Die Waise von Lowood
- 1927 - Kinderseelen klagen euch an
- 1927 - Das Mädchen mit den fünf Nullen
- 1928 - Schinderhannes
- 1928 - Das letzte Fort
- 1929 - Die Frau, nach der man sich sehnt
- 1930 - Die letzte Kompagnie
- 1931 - L'Homme qui assassina
- 1931 - Der Mann, der den Mord beging
- 1932 - Der Rebell
- 1933 - Der Tunnel
- 1933 - Le Tunnel
- 1934 - L'Or dans la rue
- 1936 - The Beloved Vagabond (Engelse versie van Le Vagabond bien-aimé)
- 1937 - La Chaste Susanne (André Berthomieu) (producer)
- 1937 - The Girl in the Taxi (André Berthomieu) (producer) (Engelse versie van La chaste Suzanne)
- 1937 - Le Vagabond bien-aimé
- 1938 - Carrefour
- 1940 - La Nuit de décembre
- 1940 - My Love Came Back
- 1940 - Lady with Red Hair
- 1941 - Million Dollar Baby
- 1942 - Juke Girl
- 1943 - Happy Go Lucky
- 1945 - Conflict
- 1946 - My Reputation
- 1946 - Devotion
- 1946 - A Stolen Life
- 1947 - High Wall
- 1947 - Possessed
- 1949 - The Doctor and the Girl
- 1951 - Sirocco
- 1951 - Payment on Demand
- 1951 - The Blue Veil
- 1952 - The Merry Widow
- 1953 - Miss Sadie Thompson
- 1954 - Beau Brummell
- 1955 - Interrupted Melody
- 1956 - Gaby
- 1960 - Stefanie in Rio
- 1962 - Il tiranno di Siracusa
- 1964 - Kisses for My President